# Vallauris
Vallauris (in occitano Valàuria) è un comune francese di 28 204 abitanti situato nel dipartimento delle Alpi Marittime della regione della Provenza-Alpi-Costa Azzurra.

## Geografia fisica
Il sito storico di Vallauris si trova su una collina nell'entroterra, in prossimità di Antibes. Più recentemente, il comune si è ingrandito fino al litorale (Golfe-Juan).

## Storia
Il territorio di Vallauris è stato abitato sin dai tempi più remoti.
Le prime tracce di abitazioni risalgono alla fine dell'Età del ferro, ma le più evidenti risalgono al tempo dei Romani.
Si possono notare Le site du Pezou, abitazioni fortificate in altezza dove sono state trovate diverse ceramiche, Le village des Encourdoules, oggi rovine romane che si possono visitare.
Il nome di Vallis Aurea appare nel X secolo come parte dell'episcopato di Antibes, prima di appartenere a quello delle Isole di Lerino nell'XI secolo dopo una successione di donazioni tra cui la più importante è quella del 9 dicembre 1038.
Ma le epidemie del XV secolo ed i briganti avranno ragione della popolazione dispersa.
Il 20 aprile 1501, Dom Raynier Lascaris fa donazione dei territori a famiglie originarie, come lui, di Ventimiglia e ad altri uomini che hanno la volontà di abitare il luogo chiamato Vallauris.
Segue la ricostruzione del castrum, chiamato oggi centro storico. Negli atti dell'epoca si fa già menzione della ceramica di Vallauris.
Il 1º marzo 1815, Napoleone Bonaparte sbarca a Vallauris, più esattamente a Golfe-Juan, al suo ritorno dall'Isola d'Elba.
I più importanti lavori urbanistici saranno effettuati alla fine del XIX secolo, mentre arriveranno elettricità, tramway e scuole.
Vallauris sviluppa la sua agricoltura, in particolare la cultura del fior d'arancio ancora oggi distillato nel neroli. Sarà conosciuta anche come "la città francese della ceramica".

La formidabile espansione del turismo aiuterà poi quello della città.
Nel secondo dopoguerra Vallauris diventerà più importante, grazie ad artisti famosi che ci andranno chi ad abitare, chi in vacanza.
Nel 1949, Vallauris balzò alla ribalta internazionale grazie al matrimonio, celebrato proprio nella cittadina, tra la star di Hollywood Rita Hayworth e il Principe Aly Khan. Una targa sul palazzo del Municipio ricorda ancora oggi l'evento.
Nel 1950 Pablo Picasso offrirà alla città la statua L'homme au mouton, oggi esposta su una piazza cittadina, ed un affresco intitolato Guerra e pace dipinto nella cappella del castello medievale, oggi museo d'arte moderna, a breve distanza dal centro.

## Economia
Vallauris è oggi un centro turistico balneare e culturale.
L'attività economica è anche dipendente dal parco tecnologico di Sophia-Antipolis, impiantato su un pezzo del comune.
L'attività della ceramica si è ridotta fortissimamente in questi ultimi anni: di più di 250 centri di produzione di ceramiche sul territorio del comune, oggi ne restano solo pochissimi.

## Amministrazione
Alain Gumiel dell'Unione per un Movimento Popolare ha guidato il comune dal 2002 al 2014. Dal 4 luglio 2020, il nuovo sindaco è Kevin Luciano, appoggiato da una lista civica.

### Gemellaggi
- Hódmezővásárhely, dal 1968[5]

## Luoghi d'interesse e monumenti
- Faro di Vallauris: faro riconosciuto come Monumento storico francese nel 2012;

- Musée Magnelli - Museo della ceramica: questo museo è uno dei rari luoghi in Francia dedicati alla produzione di ceramica contemporanea;
- Musée de la poterie: si può trovare in questo luogo un'interessante retrospettiva del lavoro dell'argilla, come si praticava nella prima metà del XX secolo;

## Società

### Evoluzione demografica
Abitanti censiti

## Galleria d'immagini

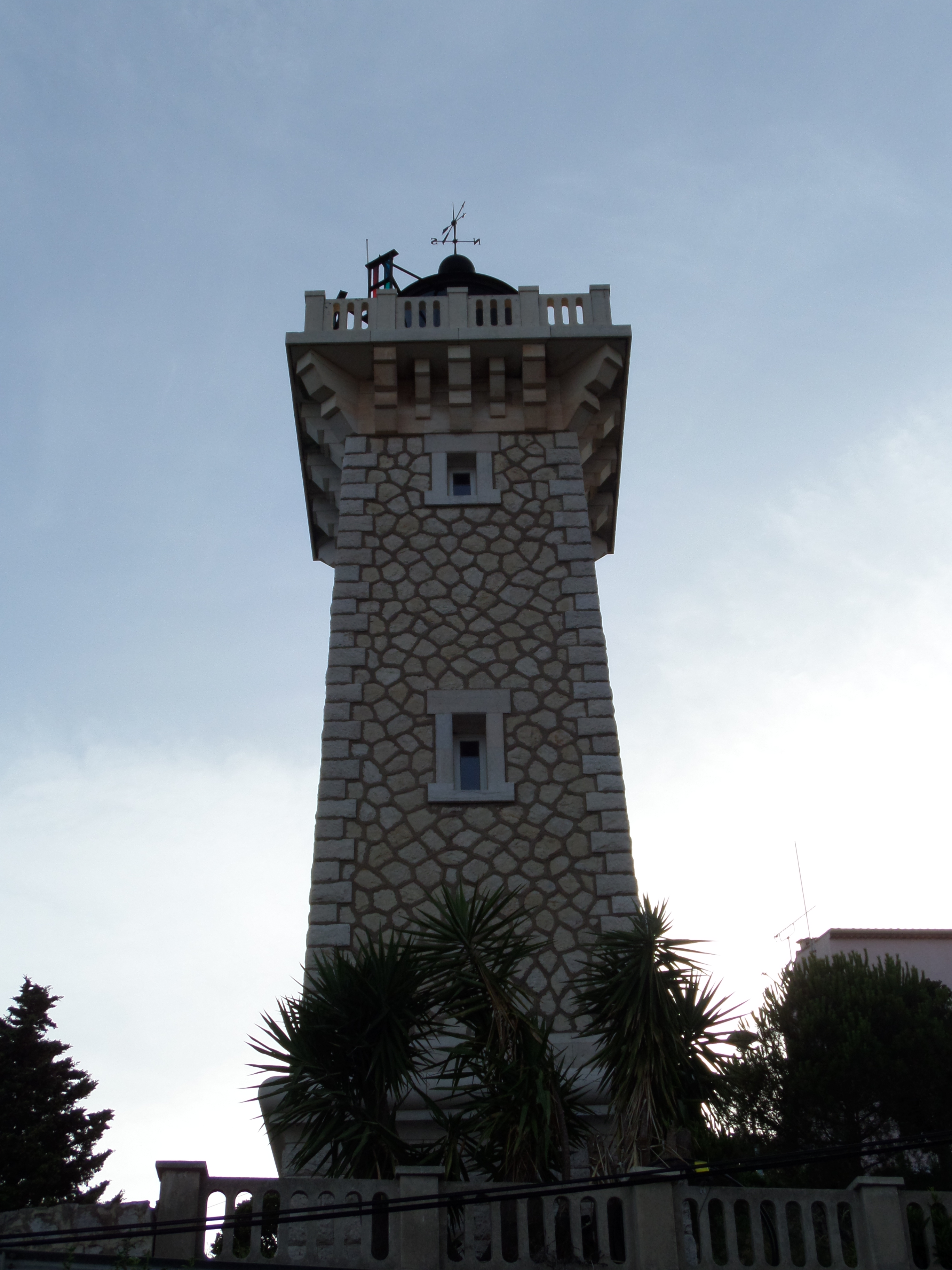
Il Faro di Vallauris
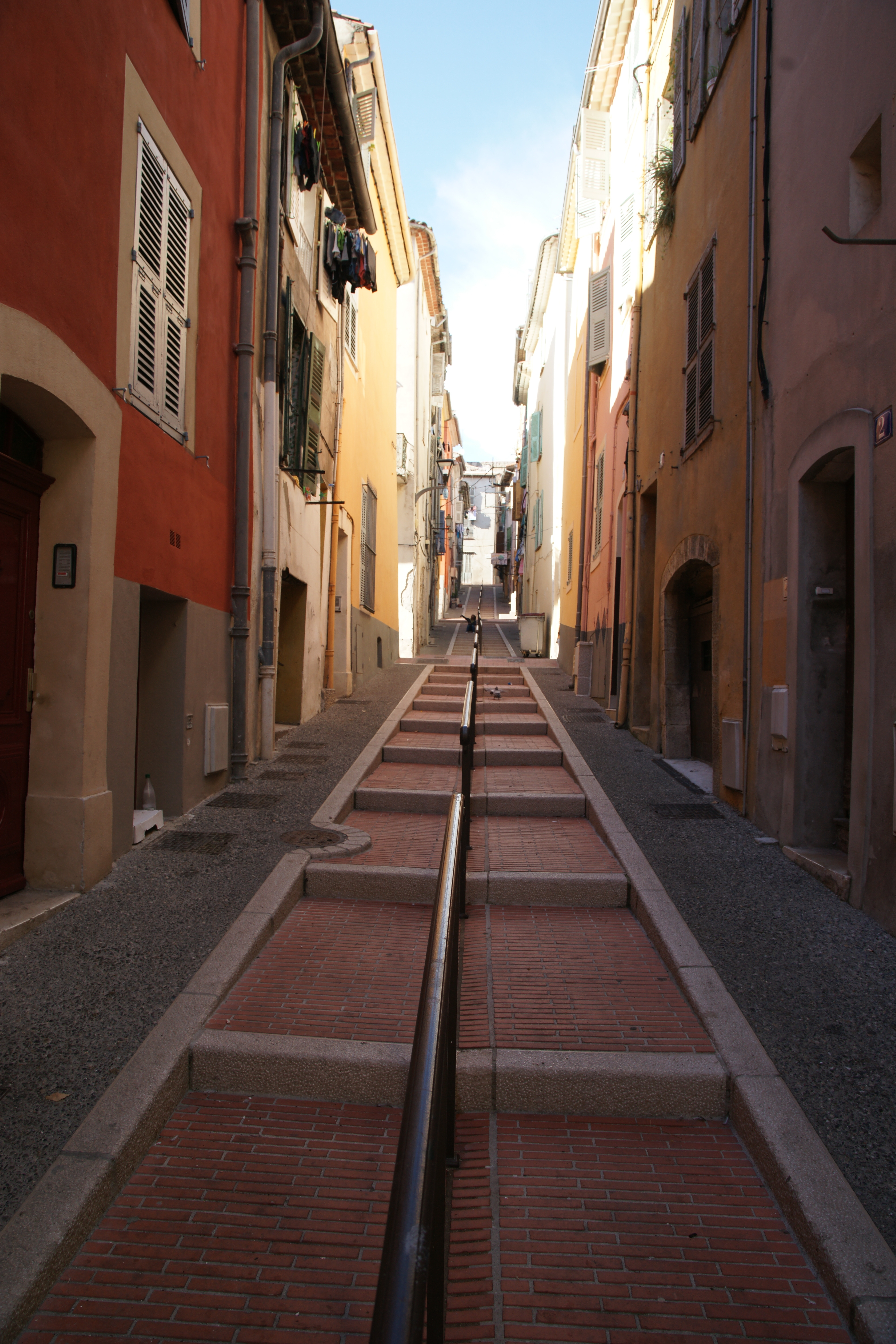
Via Lascaris
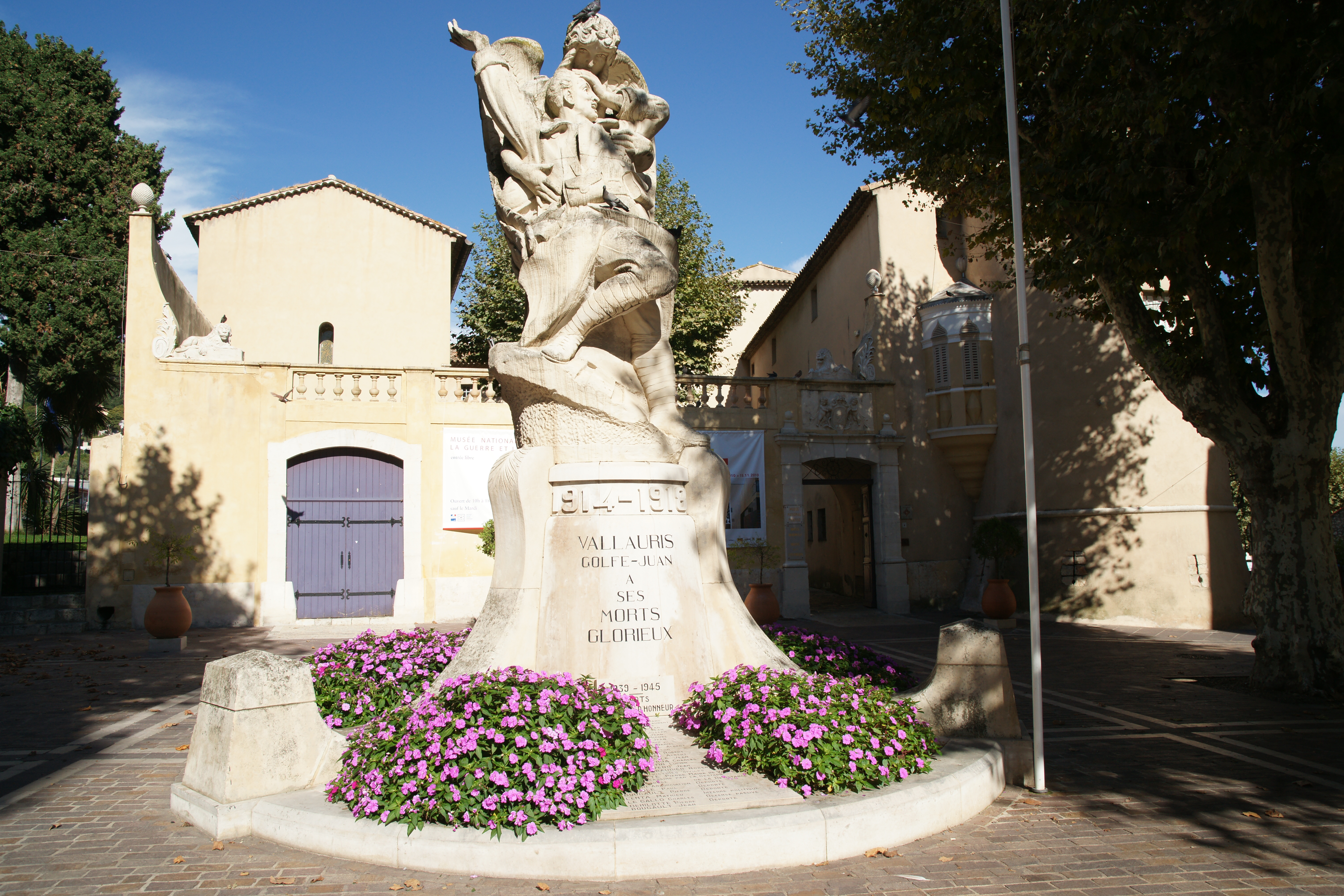
Monumento ai caduti